# Maria do Socorro Pereira
Maria do Socorro Da Silva Pereira (1976) es una botánica, curadora, y profesora brasileña.
Desarrolla actividades académicas e investigativas como profesora asociada de la Universidad Federal de Paraíba.
En 1998, obtuvo una licenciatura en Ciencias Biológicas, por la Universidad Federal de Paraíba; para obtener la maestría en Biología Vegetal por la Universidad Federal de Río de Janeiro, defendió la tesis A família Rubiaceae na Reserva Biológica Guaribas, Paraíba, Brasil,, en 2002; y, el doctorado por la Universidad Estatal de Campinas, en 2007, defendiendo la tesis: El género Coussarea Aubl. (Rubiaceae Rubioideae, Coussareae) en la Mata Atlántica.
En 2005, trabajó en pesquisa y desarrollos, en el Royal Botanic Gardens, Kew.

## Algunas publicaciones
- PEREIRA, M. S.; BARBOSA, M. R. V. 2009. Uma nova espécie de Coussarea Aubl. (Rubiaceae) para a Mata Atlântica no Estado da Bahia, Brasil. Acta Botanica Brasílica 23 (2): 549-551
- ---------------------; ALVES, R. R. N. 2007. Composição Florística de um Remanescente de Mata Atlântica na Área de Proteção Ambiental Barra do Rio Mamanguape, Paraíba, Brasil. Rev. de Biologia e Ciências da Terra, vol. 7/n 1, pp. 1-10.
- ---------------------; BARBOSA, M. R. V. 2006. A família Rubiaceae na Reserva Biológica Guaribas, Paraíba, Brasil. Subfamília Rubioideae. Acta Botânica Brasilica 20 (2): 455-470.
- ---------------------; BARBOSA, M. R. V. 2005. A família Tiliaceae na Reserva Biológica Guaribas, Paraíba, Brasil. Rev. Nordestina de Biologia 19 (2 ): xi-xx

### Capítulos de libros
- BARBOSA, M. R. V.; ZAPPI, Daniela; TAYLOR, C.; CABRAL, E. L.; JARDIM, J. G.; PEREIRA, M. S.; CALIO, M. F.; PESSOA, M. C. R.; SALAS, R.; SOUZA, E. B.; Di MAIO, F. R.; MACIAS, L.; ANUNCIAÇÃO, E.A.; GERMANO FILHO, P. 2010. Rubiaceae. En: Forzza, R. C. et al. (orgs.) Catálogo de Plantas e Fungos do Brasil. Rio de Janeiro: Instituto de Pesquisas Jardim Botânico do Rio de Janeiro, vol. 2, pp. 1545-1591
- PEREIRA, M. S. 2010. Sipanea Aubl. En: Forzza, R.C.; et al. (orgs.) Catálogo de Plantas e Fungos do Brasil. Rio de Janeiro - RJ: Andrea Jakobsson Estúdio: Instituto de Pesquisas Jardim Botânico do Rio de Janeiro, vol. 2, pp. 1589-
- -------------------. 2010. Sipaneopsis Steyerm. En: Forzza, R.C.; et al. (orgs.) Catálogo de Plantas e Fungos do Brasil. Rio de Janeiro - RJ: Andrea Jakobsson Estúdio: Instituto de Pesquisas Jardim Botânico do Rio de Janeiro, vol. 2, pp. 1589-
- -------------------, DI MAIO, F.R. 2010. Ixora L.. En: Forzza, R.C; et al. (org.) Catálogo de Plantas e Fungos do Brasil. Rio de Janeiro - RJ: Andrea Jakobsson Estúdio: Instituto de Pesquisas Jardim Botânico do Rio de Janeiro, vol. 2, pp. 1565-

## Premios y reconocimientos
- 2008, 1.er lugar en el Concurso Nacional de Ideas de Proyectos Públicos de Revitalización Zoobotánico Arruda Camara (BICA), ciudad de João Pessoa - PB, Municipio de João Pessoa, Paraíba, Brasil

- 2007, aprobado Distinguido, por unanimidad, de Defensa Prueba Tesis Doctoral Pública, el Programa de Posgrado en Biología de las Plantas (PPGBV) de la Universidad Federal de Pernambuco, UFPE

## Membresías
- de la Sociedad Botánica del Brasil[3]